# موزه هنر چیانچیانو ترمه
موزه هنر چیانچیانو ترمه یک موزه هنری خصوصی در چیانچیانو ترمه، در توسکانی در مرکز ایتالیا است. مجموعه‌های آن گستره‌ای از هنر معاصر تا هنر آسیایی را دربر گرفته است.  این موزه توسط روبرتو گالیاردی در سال ۲۰۰۹ تأسیس شد.  این موزه حدود ۱٬۰۰۰ اثر  را در خود جای داده و فضایی بالغ بر ۳٬۰۰۰ مترمربع را در یک ساختمان که در سابق هتل بود، اشغال کرده است.  این موزه میزبان نمایشگاه دوسالانه دی چیانچیانو است.  افتتاحیه رسمی در روز ۲۹ اوت ۲۰۰۹ بود.  تاریخ بازگشایی عمومی روز ۱۵ ژوئن ۲۰۱۶ است. 

## مجموعه
مجموعه موزه دارای پنج بخش است: هنر آسیایی؛ هنر معاصر، با آثاری از سالوادور دالی، کارولین لیدز، دیمین هرست، آلبرت لودن، ماریو شیفانو و فرانسیس ترنر؛ طراحی‌ها، با کارهایی از لوکا جوردانو، گوئرچینو، ماگریت، مونک، تیه‌پولو و ورونزه؛ حکاکی‌ها، شامل آثاری از دورر، گویا، پیرانزی و رامبرانت؛ و یک بخش تاریخی حاوی پرتره‌ها  و تمثالی که پاپ پیوس دوازدهم در سال ۱۹۴۹ به شاهدخت مارگارت داده بود. 

## نمایشگاه دوسالانه
نمایشگاه دو سالانه چیانچیانو، نمایشگاهی است که هر دو سال یک بار در این موزه برگزار می‌شود. اولین بار در سال ۲۰۰۹ برگزار شد. 
چهارمین دوره این نمایشگاه از روز ۵ تا ۱۳ سپتامبر ۲۰۱۵ برگزار شد. آثاری از حدود ۱۰۰ هنرمند در این موزه به نمایش گذاشته شد و بخش‌هایی از مجموعه دائمی موزه در سایر نقاط شهر به نمایش درآمد. 